# Giacomo Romano Davare
Giacomo Romano Davare (Alcamo, 2 luglio 1945) è uno scrittore, attore e regista teatrale italiano.

## Biografia
Davare è nato ad Alcamo, in provincia di Trapani nel 1945; è attore, regista, scrittore, paroliere, compositore e autore di canzoni.
Dopo il diploma di maturità, naviga per tre anni viaggiando per tutto il mondo come capitano di lungo corso; in seguito si laurea in Economia e Commercio, abilitandosi come dottore commercialista.
Dopo aver vinto il concorso a cattedre, insegna Matematica Applicata negli Istituti Tecnici Commerciali, prima ad Alcamo, quindi a Lecco e infine a Morbegno, in provincia di Sondrio; diventa poi dirigente scolastico negli istituti superiori.
Nel 1973, con un articolo letterario su Il Secolo d'Italia, comincia una lunga serie di pubblicazioni comprendente romanzi, poesie, saggi e diversi drammi, opere catalogate nelle biblioteche nazionali e di compagnie teatrali in Europa, America e Australia;  seguono, quindi, altri articoli in varie riviste e giornali tra i quali il Giornale di Sicilia, Romagna, Rivista Teatro, Corriere della Valtellina, Cultura di destra.
Collabora, infine, con l'università Bicocca di Milano per il Tirocinio Formativo Attivo (TFA).

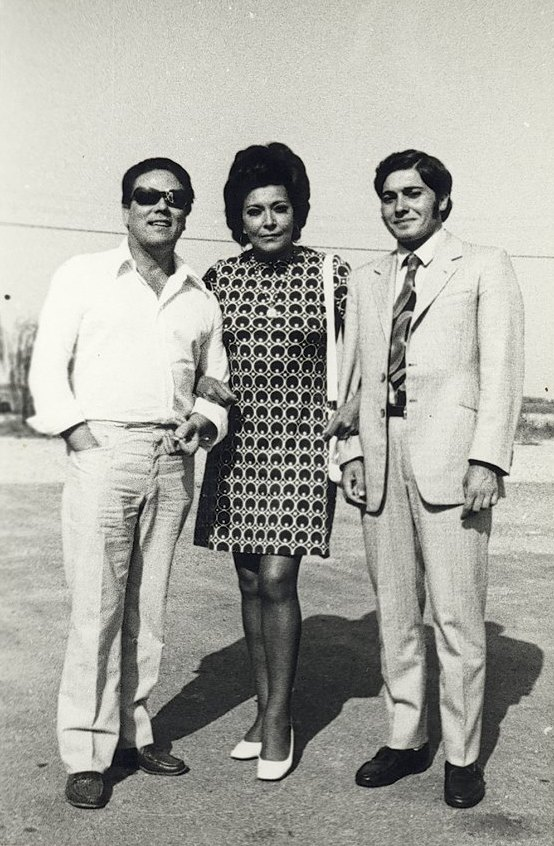
Davare con Nilla Pizzi e Redento Coslovi, 1974

Nel 1976, grazie alla sua esperienza artistica nella Filodrammatica nella Chiesa di Sant'Anna, fonda il Piccolo Teatro di Alcamo; in seguito al suo trasferimento in Lombardia, dal 1983 è il Direttore artistico della Compagnia Piccolo Teatro delle Valli di Morbegno (Sondrio).
Da regista dirige più di cento opere teatrali sia per il Piccolo Teatro di Alcamo che per il Piccolo Teatro delle Valli di Sondrio, con una maggiore propensione per i classici come Sofocle, Shakespeare, Molière, Goldoni, Pirandello, Cecov, Ibsen, T. Wilder, T.S. Eliot e Arthur Miller. 
Risulta impegnato politicamente, militando prima nell’MSI (Movimento Sociale Italiano) e poi in A.N. (Alleanza Nazionale), dove ha ricoperto l'incarico di presidente provinciale; è stato amministratore nella provincia di Trapani e di Sondrio, e anche membro del BIM
(Bacino imbrifero montano) di Sondrio.

### Premi e riconoscimenti
Davare ha vinto, o si è segnalato, in numerosi premi letterari nazionali:
- Premio Federico II, Palermo 1970
- Premio Martin Luther King, Civitavecchia 1977
- Premio Giacomo Arnò, Napoli, 1979[4]
- Fragmenta d'oro per il teatro, Roma 1985
- Carlo Alianello per la poesia edita, Sibari 1989
- Premio nazionale Histonium per la narrativa, Vasto 2003[4]
- Premio migliore regia al concorso teatrale di San Costantino Calabro per la commedia "Tre sull'altalena" di Lunari (agosto 2006)
- Croce dei Cavalieri per il teatro, Assisi 2006
- Premio Speciale Gatal per i suoi 50 anni di attività teatrale come autore, regista e attore (2011)
- Premio Internazionale Michele Ghitakos per la saggistica, Atene 2013[4]
- Premi Letterari "N. Giordano Bruno - XXII edizione" e "Amici della Sapienza - Speciale Scuola XVIII edizione", Dicembre 2014 (come Benemerito della cultura, arte, turismo e solidarietà)
- Segnalazione particolare al Premio letterario Casentino (2016)
- 5º classificato al Premio Internazionale Michelangelo Buonarroti, Seravezza 2016[4]
- Premio di merito assegnato dal Premio letterario internazionale Montefiore (7ª edizione) per l’opera “Chi era Enrico IV?” (settembre 2017)[5]
- Finalista al Premio Internazionale Michelangelo Buonarroti 3ª edizione, Seravezza novembre 2017
- Premio internazionale Talenti Vesuviani (XI edizione): assegnato il PREMIO SPECIALE LEGALITA per il romanzo Il professore e il magistrato (Napoli, dicembre 2017)
- Menzione di merito al 2º Premio Internazionale Il Paese della Poesia, per il libro di poesia edito Sul ciglio di un'idea (2018)
- Menzione di merito al 2º Premio Artistico-letterario Internazionale al femminile "Maria Cumani Quasimodo" (2018)
- Menzione di merito al 4º Premio Internazionale "Salvatore Quasimodo" (Rocca Imperiale, 19 agosto 2018)
- Menzione alto merito letterario da parte dell'Associazione Artistica Culturale "Accademia degli Artisti", Premio Letterario internazionale Golden Books Awards 2018 in collaborazione con Umberto Soletti editore, 19 maggio 2018
- Premio Internazionale Michelangelo Buonarroti 4ª edizione: Diploma d'onore con menzione d'onore (sezione Poesia singola), Forte dei Marmi, novembre 2018
- Premio Internazionale Michelangelo Buonarroti 4ª edizione: Diploma d'onore con menzione d'onore (sezione Racconti con l'opera Le Voci nel Camino), Forte dei Marmi, novembre 2018
- Finalista (con menzione speciale) alla III edizione del Concorso Nazionale Letterario "Un fiorino d'Inverno-Gli Editi" (Monterotondo, 23 febbraio 2019)
- Finalista al Concorso Tra un fiore colto e l'altro donato, marzo 2019
- Diploma al merito dall'Associazione Artistica Culturale "Accademia degli Artisti", Premio Letterario internazionale Golden Books Awards 2018 (in collaborazione con Umberto Soletti editore), 15 aprile 2019
- 3º classificato: Premio Internazionale M.Cumani Quasimodo Centro Europeo Toscolano, 12 maggio 2019 (per saggio e tesi di laurea)
- Menzione d'onore al Premio Letterario Nazionale Città di Ascoli Piceno (I Edizione, Poesia): 7 settembre 2019
- Finalista al III Concorso CET (Centro Europeo di Toscolano, Scuola Autori di Mogol), 23 novembre 2019
- 3º classificato al V Premio Internazionale S. Quasimodo, Premio Speciale sez. Faretra, Centro Europeo Toscolano, 11 gennaio 2020
- Premio della Critica narrativa edita al Concorso Nazionale di Poesia e Narrativa Talenti Vesuviani (XIV edizione), (San Giorgio a Cremano, Napoli, 13 dicembre 2020);
- 1º Premio Internazionale Dostoevskij 2020: 
  - Primo Classificato (premio Faretra) (sezione romanzo edito) con il Ferro di Cavallo;
  - Secondo classificato per (sezione Poesia e Narrativa) con il testo Drammi;
  - Terzo classificato (sezione romanzo inedito) con Le due Isole.
- 2º classificato al Premio Letterario Fortuna nella Sezione Narrativa (VII edizione), 5 settembre 2021.
- Premio Speciale, Sezione Romanzo Storico con il Ferro di Cavallo nella IX edizione del concorso internazionale di poesia e narrativa Le Grazie Porto Venere la Baia dell’Arte, organizzato dall’associazione ‘Il Volo dell’Arte’ (3 ottobre 2021).
- Premio La Ginestra di Firenze: vincitore per la Saggistica inedita, 2022
- Premio Intercontinentale di Arte Letteraria Le Nove Muse: Premio Speciale di Merito per il romanzo il Sole sorgerà ancora, Napoli, 10 giugno 2023.
- Segnalazione di merito al Premio Luigi Pirandello per la Narrativa inedita per il romanzo Don Rizzo, il prete solidale, Giardini Naxos, settembre 2023.
- Premio La Ginestra di Firenze 2024 (narrativa edita): Menzione d'onore della Giuria per il romanzo il Sole sorgerà ancora.
- Premio Letterario Casentino 2024; premio speciale della giuria pe la narrativa inedita.
- Premio Borghese per il saggio inedito Le radici del Teatro Contemporaneo.
- Premio Fortuna 2024 (secondo classificato) per la Saggistica, con il saggio Il secolo del Teatro,

- Membro dell’Accademia Ferdinandea di Catania.[2]
- Cavaliere della International Confederation Knights Crusader di Malta (2003), Cavalieri Crociati di Malta

## Opere

### Teatro
- Bruto figlio di Cesare (dramma), con introduzione di Gennaro Malgieri; Palermo: Thule, 1977
- Dove vai Cherry Brown? (commedia musicale); 1994
- L'inverno passerà presto: dramma in 2 atti e 4 quadri; traduzione in russo di Monica Ferrante, musica di Fausto Cannone, introduzione di Teresa Rizzo,  postfazione di Tommaso Romano; Milano: Nuovi Autori, 1994[6]
- Via Mazzini : commedia in tre atti; Palermo: Thule, 1997
- Ciullo d'Alcamo: dramma storico in due atti e cinque quadri (con prefazione di Giuseppe Cottone); Palermo: Thule, 1998
- Il potere e la croce (trilogia); Palermo: Thule, 1999
- Dietro il cancello (dramma in 2 atti); Palermo: Thule, 1999
- 1:Il sangue dei martiri: dramma storico in due atti; Palermo: Thule, 1999 (Fa parte di: Il potere e la croce, trilogia)[6]
- Il favo delle api : favola in due atti con canzoni; Palermo: Thule, 2003
- L'onore di Bice: giallo vergognosamente comico in due atti, un prologo e un'anteprima; Palermo: Thule, 2005
- Torna a volare libero, gabbiano: dramma in due atti; Palermo: Thule, 2011
- Prima che il treno passi, dramma
- Il potere e l'anima: trilogia di Giacomo Romano Davare ; musiche di scene di Fausto Cannone; Palermo: Thule, 2014[6]
- Le fiabe teatrali: dove vai Cherry Brown; L'uccellino blu; Palermo: Thule, 2015
- Medea la madre (dramma)
- La Tiara piena di Spine (dramma sulla figura di Pio XII

### Poesia
- Anche il silenzio tace (poesie); Palermo: Thule, stampa 1981
- Sul ciglio di un'idea. Edizione Aletti, 2018

### Narrativa
- Eolia (romanzo di navigazione); Firenze: L'Autore Libri, 1993
- L'ala spezzata del destino; Pescara: Tracce, 2002
- Le voci nel camino (racconti); Firenze, Edizioni L'Autore Libri, 2011[7]
- Chi era Enrico Quarto? Roma, Edizioni Europa; Collana: Edificare universi, 2015[7]
- Il professore e il magistrato; Europa Edizioni, Collana: Edificare universi, 2017
- Il ferro di cavallo; Europa Edizioni, Collana: Edificare universi, 2020
- Strani incroci della vita: le due isole e il senso della vita; Villanova di Guidonia, Aletti editore, 2021
- Il sole sorgerà ancora; Villanova di Guidonia, Aletti editore, 2022
- Il Capitano di Lungo Corso; Roma, Fondazione Mario Luzi, 2023
- Don Rizzo, una vita per gli altri; Castiglione di Sicilia, Il convivio Editori, 2024
- Il Soffio dell'Oceano, Vicenza, Altro Mondo Editore, 2024

### Saggi
- Il buco grigio: indagine sull'essenza del pensiero attraverso l'analisi dei circuiti logici della mente); Firenze libri, 1989
- Guida alla didattica del «Far teatro»; Milano, Ed. Nuovi Autori; 1990,[6] Genere: arti ricreative. spettacolo. sport[7]
- Più forte che la rivoluzione; Palermo: Thule, 1978
- Il teatro dell'anima: storia della drammaturgia moderna nell'esperienza di alcuni protagonisti di Giacomo Romano Davare e Manuel Davare; Firenze: Atheneum, 2007
- Il teatro dell'anima. Educare al teatro, educare con il teatro; Editore: Firenze Atheneum, Collana: Collezione Oxenford, 2007[7]
- Anima profonda: articoli e saggi critici (1973-2002); testo introduttivo di Tommaso Romano: Parola creativa e azione teatrale nell'opera di Giacomo Romano Davare; Palermo: Thule, 2010
- Teatro maschera e specchio della civiltà occidentale; Ed. Firenze Atheneum; Collana: Collezione Oxenford, 2014
- Le interrelazioni sociali nel teatro, Rivista Teatro, Milano
- Il secolo del teatro (fra Innovazione e Tradizione); Helicon edizioni; 2023
- Le Radici del Teatro Contemporaneo; Castiglione di Sicilia, Il convivio Editori, 2024

### Traduzioni-adattamenti
- Il Racconto d'inverno di W.Shakespeare (1992)
- Falstaff di W.Shakespeare (2000)
- La faccendiera di T.Wilder (1998)
- L'uccellino azzurro di Maeterlinck (1998)

### Traduzioni
- Molière: Il malato immaginario
- Molière didattico: traduzioni delle commedie Le Saccenti e IL Tartufo; Palermo: Thule, 2013[6]
- L'importanza di essere Ernesto di Oscar Wilde
- Il gabbiano di Anton Čechov